# Mielec Południowy
Mielec Południowy (początkowo: Mielec Europark) – przystanek kolejowy w Mielcu, w województwie podkarpackim, w Polsce.

## Historia
Postulat budowy przystanku kolejowego na terenie Mieleckiego Parku Przemysłowego przy ulicy Inwestorów został zgłoszony w sierpniu 2020 roku w ramach naboru do rządowego programu Kolej Plus przez samorząd województwa podkarpackiego i gminę miejsko-wiejską Przecław. 19 maja 2021 roku rząd premiera Mateusza Morawieckiego przyjął uchwałę nr 63/2021 ustanawiającą rządowy program budowy lub modernizacji przystanków kolejowych na lata 2021–2025 wraz z listą planowanych lub modernizowanych przystanków kolejowych, na której w części dotyczącej województwa podkarpackiego znalazł się m.in. przystanek kolejowy o nazwie Mielec-Europark. 4 października 2021 roku spółka PKP Polskie Linie Kolejowe S.A. ogłosiła przetarg na budowę przystanku kolejowego w Mieleckim Parku Przemysłowym pod nazwą Mielec EURO-PARK, który 31 grudnia 2021 roku wygrała firma INTOP Tarnobrzeg Sp. z o.o.. Rozpoczęcie prac budowlanych nastąpiło 13 marca 2023 roku, a oddanie do użytku 3 września 2023 roku. 
We wrześniu 2022 roku rada miasta Mielca na wniosek spółki PKP Polskie Linie Kolejowe S.A. przegłosowała zmianę nazwy przystanku kolejowego z „Mielec Europark” na „Mielec Południowy”. Wcześniej nazwy „Mielec Południowy” używała formalnie nigdy niedokończona i nieoddana do ruchu towarowa stacja kolejowa zlokalizowana w Mielcu przy ulicach Piaskowej i Korczaka składająca się z zestawu bocznic kolejowych, które były nieczynne od lat 90. XX wieku i zostały rozebrane pod koniec 2014 roku. 